# Marian Kouba
Marian Kouba (ur. 21 marca 1920 we Lwowie, zm. 2 września 2014 w Poznaniu) – polski śpiewak operowy (tenor). 

## Życiorys
Syn stolarza Piotra Kouby i Marii z domu Magdziarczyk. Do szkoły powszechnej i gimnazjum uczęszczał we Lwowie. W 1938 powołany do służby wojskowej. W 1939 przeniesiony do Poznania, do 7. Pułku Artylerii Ciężkiej. 24 września 1939 zakończył kampanię wrześniową w Puszczy Kampinoskiej. Wzięty do niewoli, osadzony był w następujących oflagach i stalagach: XIa Osterode, Oberlangen, Hoffnungsthal, Hangelar. Z tego ostatniego obozu zbiegł. W grudniu 1946 powrócił do Polski, gdzie zatrzymał się u brata w Krakowie i pracował jako urzędnik w Polskim Towarzystwie Zootechnicznym, zapisawszy się jednocześnie na Uniwersytet Jagielloński. W 1949 ukończył Szkołę Nauk Politycznych u prof. Ludwika Ehrlicha. 
Już od lat gimnazjalnych interesował się śpiewem, m.in. występował w chórach amatorskich. Zwrócił na niego uwagę Adam Didur i zaangażował do występów w Operze Lwowskiej. Jego pierwsze występy w tym charakterze to Faworyta Gaetano Donizetiego (1936) i Janek Władysława Żeleńskiego (1937). W 1947 zapisał się w Krakowie do Szkoły Operowej Czesława Zaremby i Anieli Szlemińskiej. Jego debiut (w partii Jontka w Halce) odbył się 24 maja 1948. Bezpośrednio po nim uzyskał angaż do wędrownej Opery rzek polskich, gdzie występował na barce od Opola do Szczecina. 
W grudniu 1951 otrzymał angaż do Opery Wrocławskiej, a do sezonu 1953/1954 przeniósł się na stałe do Poznania (pierwszy, gościnny, występ w tym mieście miał miejsce 23 maja 1953). W Operze Poznańskiej śpiewał ponad 50 czołowych partii tenorowych repertuaru polskiego i światowego. Kazimierz Nowowiejski napisał, że Kouba ujął słuchaczy zarówno pięknością głosu tenorowego, jak i szczerą bezpośredniością swojej interpretacji (Holender tułacz, 1956). Jerzy Młodziejowski podkreślał, że nie tylko bardzo pięknie interpretował muzykę lecz również przekonująco grał swoją rolę, miał głos dalekonośny, dźwięczny, kryształowo czysty (Paria, 1958). 
Po festiwalu wagnerowskim w Dessau (1958) rozpoczął współpracę z berlińską Staatsoper, w której śpiewał m.in. po niemiecku. W latach 1962–1965 otrzymał angaż solisty w tej operze. Oprócz tego występował na scenach operowych w: Budapeszcie, Dreźnie, Belgradzie, Zagrzebiu, Moskwie, Woroneżu, Kijowie, Odessie, Ułan Ude, Pradze, Brnie, Cottbus, Jassach, Płowdiwie, Hanowerze, Hawanie, Genui, Liège, Brukseli, Gandawie, Tokio, Berlinie Zachodnim, USA i Holandii. Występował też w filharmoniach polskich, w dziełach oratoryjnych. Nagrał również płyty (1969, 1974).
Od 31 grudnia 1983 otrzymał angaż do Teatru Wielkiego w Warszawie.
Od 1969 prowadził działalność dydaktyczną na Akademii Muzycznej w Poznaniu. W 1976 został tam docentem.

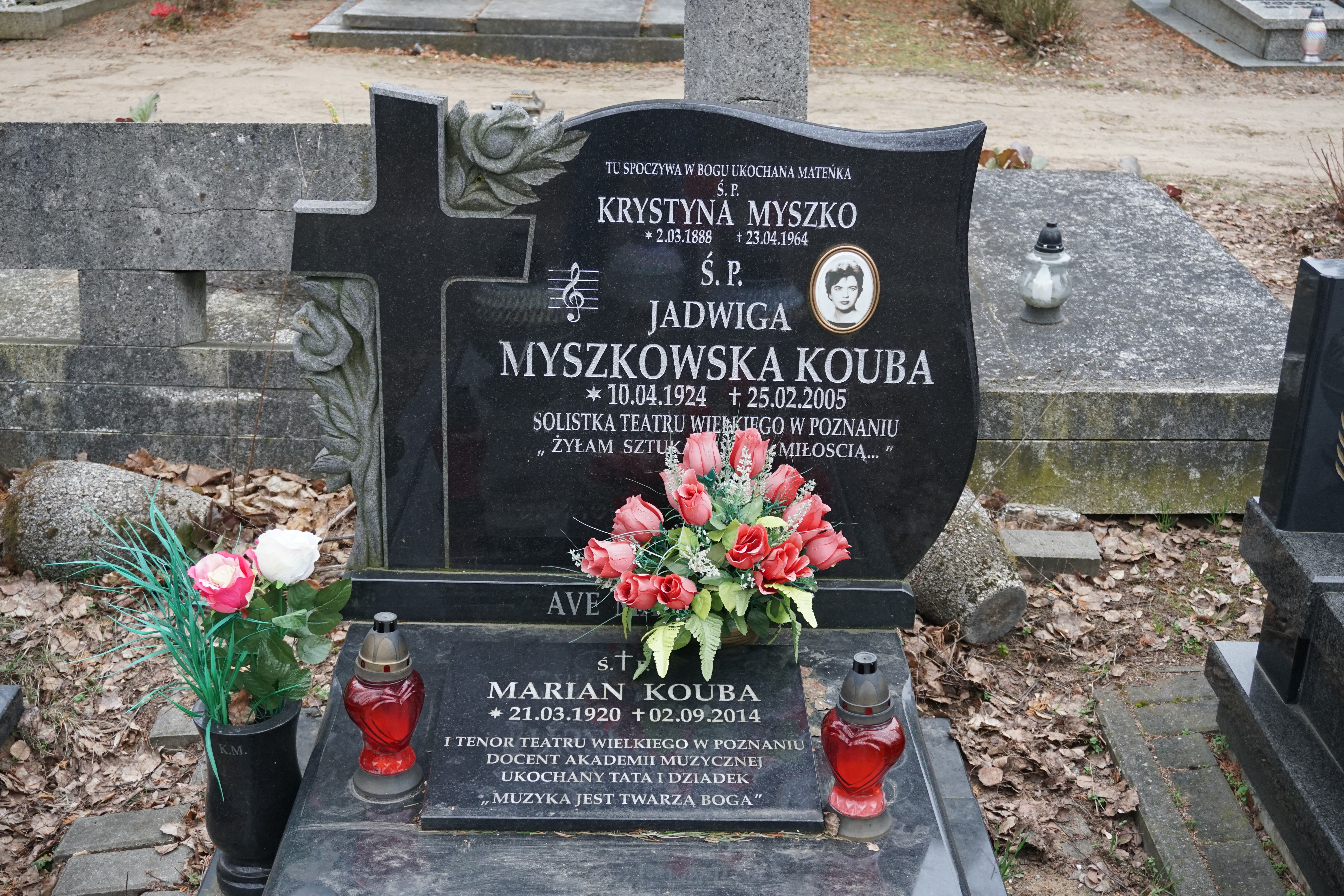
Grób prof. Mariana Kouby na Cmentarzu Junikowskim

Pochowany na Cmentarzu Junikowskim w Poznaniu(pole 30-1-13-30).

## Odznaczenia
- Krzyż Kawalerski Orderu Odrodzenia Polski (1969),
- Odznaka Honorowa Miasta Poznania
- Odznaka „Zasłużony Działacz Kultury”,
- Order Krzyża Grunwaldu
- Laureat Nagrody Miasta Poznania i Województwa Poznańskiego w dziedzinie upowszechniania kultury za rok 1967[2].

## Życie prywatne
Od 1955 żonaty z Jadwigą Myszkowską – solistką Teatru Wielkiego w Poznaniu, z którą miał córkę Jadwigę (1965).